# 蒂姆赖
蒂姆赖（法語：Thymerais，亦作，法語發音：[timʁɛ]）是法国厄尔-卢瓦省西北部的一个传统区域。受德勒、博斯和佩尔什地区的影响，蒂姆赖同德勒地区一样为过渡区。 

## 蒂姆赖宗教
蒂姆赖地区主要属于森林總鐸區（doyenné des Forêts），沙特尔教区的七个總鐸區之一。 

## 市镇公共社区
蒂姆赖市镇公社社区（communauté de communes du Thymerais）汇聚了蒂姆赖新堡县（Canton de Châteauneuf-en-Thymerais）14个市镇的9600名居民。